# One Embarcadero Center
El One Embarcadero Center es un rascacielos de oficinas de clase A en el Distrito Financiero de la ciudad de San Francisco, en el estado de California (Estados Unidos). El edificio es parte del complejo Embarcadero Center de seis edificios interconectados y una extensión fuera del sitio. El rascacielos, terminado en 1971, mide 173 m de altura con 45 pisos sin su asta de bandera. One Embarcadero Center es el segundo edificio más alto de todo el complejo, mide un pie menos que Four Embarcadero Center, que es el más alto del complejo. Parte de La conversación de Francis Ford Coppola se filmó en One Embarcadaro. The Laughing Policeman, protagonizada por Walter Matthau y Bruce Dern, también fue filmada en One Embarcadero Center.